# 克拉珀姆
克拉珀姆（發音：/ˈklæpəm/ ⓘ）是英格兰伦敦南部兰贝斯区的一个地名。該地區的歷史可早住中古時代，其名稱傳說是古英語中「Clappa 的農地」之意。17世紀至18世紀開始該地區出現了許多鄉間房屋，曾是上層階層所愛好居住的地區。